# Trädgårdsrödmyra
Trädgårdsrödmyra (Myrmica rubra) är en liten rödaktig ettermyra (Myrmicinae) som har sin ursprungliga utbredning i västpalearktis.

## Utbredning
Ursprungsområden Europa i väster från Storbritannien till västra delar av Asien i öster, från Skandinavien i norr till Svarta havet i söder. Arten har introducerats till östra USA och Québec i Kanada samt till Japan. En spridningsmekanism kan ha varit som objudna gäster i jordklumpar kring flyttade växter. I dessa områden är trädgårdsrödmyran invasiv.

## Utseende och anatomi
Arbetarna av trädgårdsrödmyra är 4-4,5 mm långa och drottningarna betydligt större. Både arbetare och drottningar har en gadd i spetsen på bakkroppen. Färgen i dess ursprungliga utbredningsområde är gulbrun. Exporterade former i östra USA och Kanada (Québec) är rödbruna och i Japan klargula. I Japan kan den förväxlas med Myrmica kotokui.

## Ekologi
Arten är vanlig i ruderatmark och bebyggda trakter, sällsynt i stora skogar. Den är polygyn, och varje stack kan innehålla hundratals drottningar, som var och en håller sig med tusentalet arbetare. Riktigt stora samhällen kan innehålla miljoner individer.
Stackarna kan sträcka sig över 2 m2, i enstaka fall ända upp till 4 m2. Ett och samma samhälle kan hålla sig med flera stackar, och ibland flyttar invånarna och bygger en ny stack.
Med sin gadd kan de åstadkomma stick som orsakar stark sveda, som hos människor kan hålla i sig 4-8 timmar. Lokal svettning kring sticket kan uppstå, och hår i närheten reser sig. Giftet är så starkt att det i laboratorieförsök visat sig kunna döda möss, men är inte hälsofarligt för människor. 
I Polen svärmar trädgårdsrödmyra i augusti, till mitten av oktober. Efter svärmningen kan den befruktade drottningen, ledd av feromoner, ibland söka sig till den stack där hanen har sitt hemvist. Hans tidigare drottning dödas och studier tyder på att den nya drottningen, genom att härma den gamla drottningens feromoner, lockar till sig dess arbetare, som av feromonerna luras till att tro att de tjänar den gamla drottningen och därför blir den nya trogen. 

## Namn och taxonomi
Linné, som först beskrev arten taxonomiskt placerade den i släktet Formica som är latin och betyder just "myra". Linné har också placerat den i släktet Atta som på latin kan betyda gammal man eller fader. Idag placeras den i släktet Myrmica och dess vetenskapliga artepitet Rubra betyder "rödaktig".
Trädgårdsrödmyra kallas ibland bara för ettermyra och ibland även pissmyra. Dialektalt kallas den ettergadd i Västerbotten och Österbotten (etter är ett gammalt ord med innebörden gift), ettmära i Dalarna samt ettergadda eller etergadd i Nyland i Finland.